# جبهه آزادی‌بخش ظفار
جبهه آزادی‌بخش ظفار (عربی: جبهة تحریر ظفار‎)، گروهی کمونیستی بود که برای ایجاد یک کشور جدایی‌خواه در استان ظفار، جنوبی‌ترین استان عمان که با یمن جنوبی، مرز مشترک داشت، تأسیس شد.
این گروه توسط جوانان مارکسیست-لنینیست در صلاله در سال ۱۹۶۵ تأسیس شد و هدف اصلی آن تأمین بودجه برای توسعه منطقه و پایان دادن به حکومت سلطان سعید بن تیمور بود.
دو شخصیت رهبری که محور تاریخ کوتاه این گروه بودند، مسلم بن نفل و یوسف بن علوی بودند.
آنها با حمایت یمن جنوبی، شورشی ۱۰ ساله را علیه سلطنت عمان و نیروهای مسلح سلطنتی عمان آغاز کردند اما در نهایت ارتش عمان با حمایت ایران و بریتانیا موفق شد تا شورشیان ظفار را سرکوب کند و نیروهای خود را در سال ۱۹۷۶ به سمت مرز یمن و کوهستان، پیش ببرد.
تقریباً تمام تسلیحات این گروه از طریق یمن جنوبی تأمین می‌شد و بسیاری از اهالی ظفار برای آموزش دیدن جنگ چریکی به چین رفتند.
از مربیان این حزب، جورج حبش، بنیانگذار فلسطینی جبهه خلق برای آزادی فلسطین بود که از نظر ایدئولوژیک مارکسیست-لنینیست و ملی‌گرای عرب بود.